# Jagoty
Jagoty (deutsch Jegothen) ist ein Dorf in der polnischen Woiwodschaft Ermland-Masuren. Es gehört zur Landgemeinde Lidzbark Warmiński (Heilsberg) im Powiat Lidzbarski (Kreis Heilsberg).

## Geographische Lage
Jagoty liegt im nördlichen Westen der Woiwodschaft Ermland-Masuren, acht Kilometer nördlich der Kreisstadt Lidzbark Warmiński (Heilsberg).

## Geschichte
Das Dorf Jegoten, nach 1820 Gegothen und nach 1820 Jegothen genannt, wurde 1874 Teil des neu errichteten Amtsbezirks Bundien (polnisch Budniki). Der gehörte zum ostpreußischen Kreis Heilsberg im Regierungsbezirk Königsberg. Im Jahre 1910 zählte Jegothen 201 Einwohner, zuzüglich 35 Einwohner des Guts Elmswalde (polnisch Elmina).
Am 27. Januar 1930 wurde der Amtsbezirk Bundien in „Amtsbezirk Żytowo“ umbenannt.
Die Einwohnerzahl Jegothens belief sich 1933 auf 297 und 1939 auf 206.
Seit der Abtretung des gesamten südlichen Ostpreußen 1945 in Kriegsfolge an Polen trägt Jegothen die polnische Namensform „Jagoty“. Das Dorf ist heute eine Ortschaft innerhalb der Gmina Lidzbark Warmiński (Landgemeinde Heilsberg) im Powiat Lidzbarski (Kreis Heilsberg), von 1975 bis 1998 der Woiwodschaft Olsztyn, seither der Woiwodschaft Ermland-Masuren zugehörig.

## Religion
Jagoty ist heute wie Jegothen bereits vor 1945 in die römisch-katholische Pfarrei der Stadt Lidzbark Warmiński (Heilsberg), jetzt im Erzbistum Ermland gelegen, eingegliedert.
Bis 1945 war Jegothen außerdem ein Kirchspielort der evangelischen Kirche Heilsberg in der Kirchenprovinz Ostpreußen der Kirche der Altpreußischen Union. Heute gehört Jagoty zur Diözese Masuren der Evangelisch-Augsburgischen Kirche in Polen.

## Verkehr
Jagoty liegt an der Nebenstraße 1525N, die von Wojtkowo (Markhausen) über Burkarty (Borchertsdorf) bis nach Wielochowo (Großendorf) führt.
Bis 1945 war Neuendorf-Nerfken (polnisch Nowa Wieś Wielka-Nerwiki) die nächste Bahnstation. Sie lag an der heute nicht mehr existierenden Bahnstrecke (Niedersee–) Rothfließ–Zinten (–Königsberg).